# Choerades castellanii
Choerades castellanii là một loài ruồi trong họ Asilidae. Choerades castellanii được Hradský miêu tả năm 1962. Loài này phân bố ở vùng Cổ Bắc giới.